# ディヴェルティメント第17番 (モーツァルト)
ディヴェルティメント第17番ニ長調K.334（320b）は、ヴォルフガング・アマデウス・モーツァルトが1779年に作曲した管弦楽用のディヴェルティメント。全部で20数曲あるディヴェルティメントの中で、おそらく最も有名なものの一つだろう。全体が明るく美しい旋律に富み、流麗や優雅でパリ風の華やかさもある。上品な娯楽音楽として最もふさわしい音楽である。そしてもう一つ、この曲を名高いものにしているのが、第3楽章のメヌエットである。このメヌエットはしばしば『モーツァルトのメヌエット』と呼ばれ、ヴァイオリン独奏や、弦の重奏などで単独でもしばしば演奏され、広く愛好されるようになっている。

## 作曲の動機
確かな作曲年代は不明だが、モーツァルトが父に当てた1782年5月8日、28日の手紙に登場する「ロービニヒの音楽」がこの作品だろうと推測されている。ザルツブルクの名門貴族ロービニヒ家の長男であるジークムントのザルツブルク大学法学部卒業祝いのために作曲されたのだろうと推測される。

## 楽器編成
ホルン2、弦五部（各パート複数の合奏、ヴァイオリン2・ヴィオラ1・チェロ1・コントラバス1の1パート1人の、どちらでも演奏される）

## 構成
- 第1楽章 アレグロ ニ長調 4/4拍子　ソナタ形式
- 第2楽章 主題と6つの変奏曲、アンダンテ ニ短調 2/4拍子
- 第3楽章 メヌエット ニ長調 3/4拍子　複合三部形式
- 第4楽章 アダージョ、イ長調 2/2拍子　ソナタ形式
- 第5楽章 メヌエット ニ長調 3/4拍子　ロンド形式
- 第6楽章 ロンド、アレグロ ニ長調 6/8拍子